# Волков, Алексей Алексеевич (химик)
Алексе́й Алексе́евич Во́лков (1863—1903) — русский химик и педагог.

## Биография
Первоначальное образование получил в Введенской шестиклассной прогимназии и в «филологической гимназии» при Санкт-Петербургском филологическом институте.
После окончания курса в 1881 году, поступил на естественное отделение физико-математического факультета Санкт-Петербургского университета, которое окончил в 1885 году. 
В 1886 году стал преподавать физику в 1-м Петербургском реальном училище (до 1892 года).
В 1889 году был утверждён в должности лаборанта на кафедре химии в Петербургском университете; был ассистентом у Менделеева и Меншуткина, затем лаборантом и преподавателем общего курса химии на экономическом отделении Санкт-Петербургского политехнического института.
Состоял казначеем Русского физико-химического общества и помощником редактора журнала общества, в котором напечатал: «Материалы к разъяснению вопроса о дегидратации одноатомных спиртов» (1889) и совместно с Б. Н. Меншуткиным «К вопросу об изомеризации триметилена в пропилен» (1898), «О получении предельных углеводородов» (1899) и «О действии цинковой пыли на бромистый триметилен» (1900). 
Одновременно, с 1894 года он состоял преподавателем химии и электротехники в Павловском военном училище и в Санкт-Петербургской зубоврачебной школе.
Получил два новых амиламина (1897) и занимался криоскопией растворов поваренной соли. Написал одну статью: «Изобутенол» в «Энциклопедическом словаре Брокгауза и Ефрона».
Умер 16 (29) ноября 1903 года в Санкт-Петербурге.